# 福斯特 (密蘇里州)
福斯特（英語：Foster）是位於美國密蘇里州貝茨縣的村。

## 人口
根據2020年美國人口普查的數據，福斯特的面積為1.24平方千米，當中陸地面積為1.23平方千米，而水域面積為0.01平方千米。當地共有人口76人，而人口密度為每平方千米61人。